# Babiččino údolí

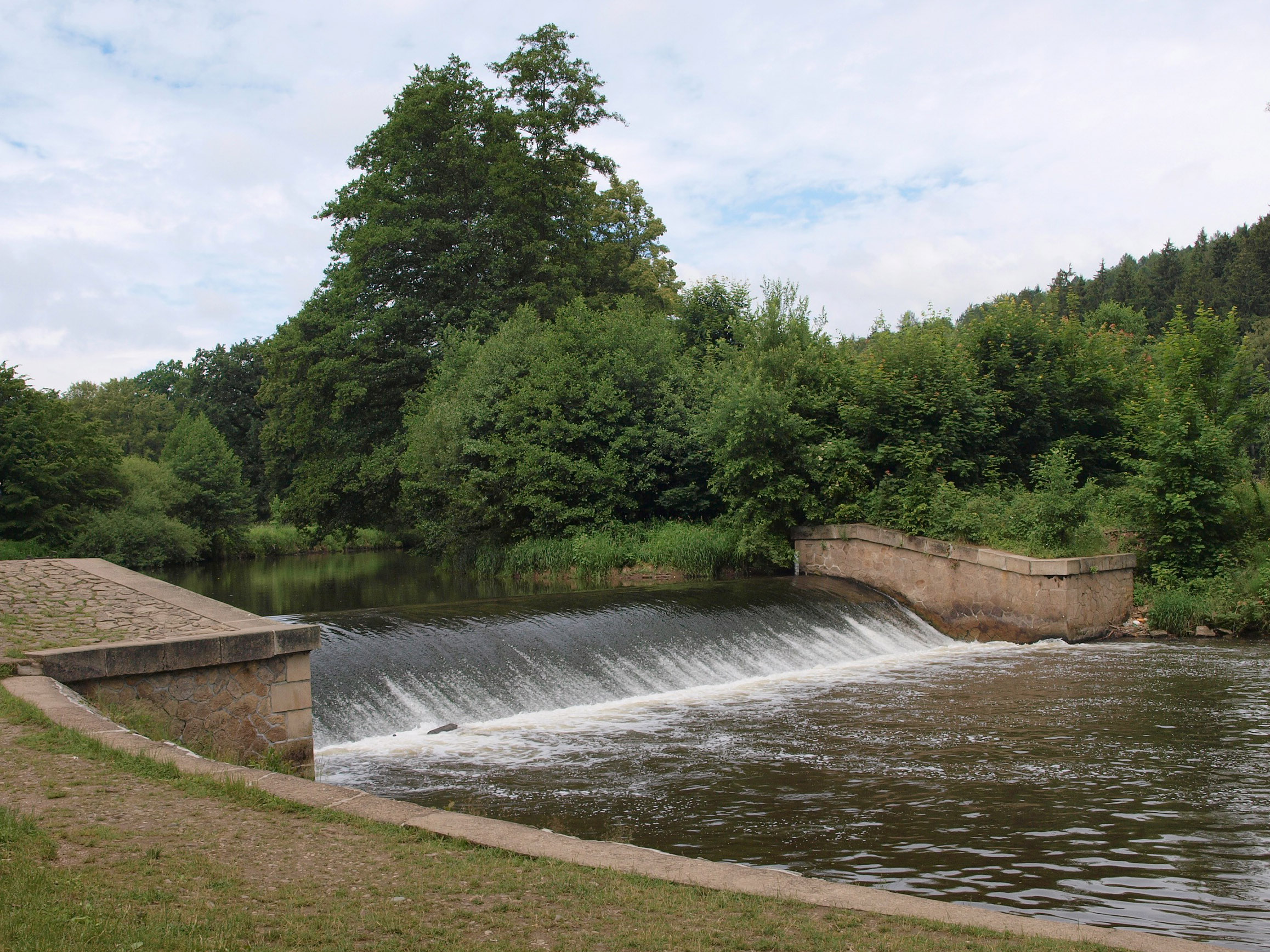
Viktorkas Wehr

Das Babiččino údolí (deutsch Großmuttertal) ist ein Nationales Naturdenkmal im Okres Náchod in Tschechien.

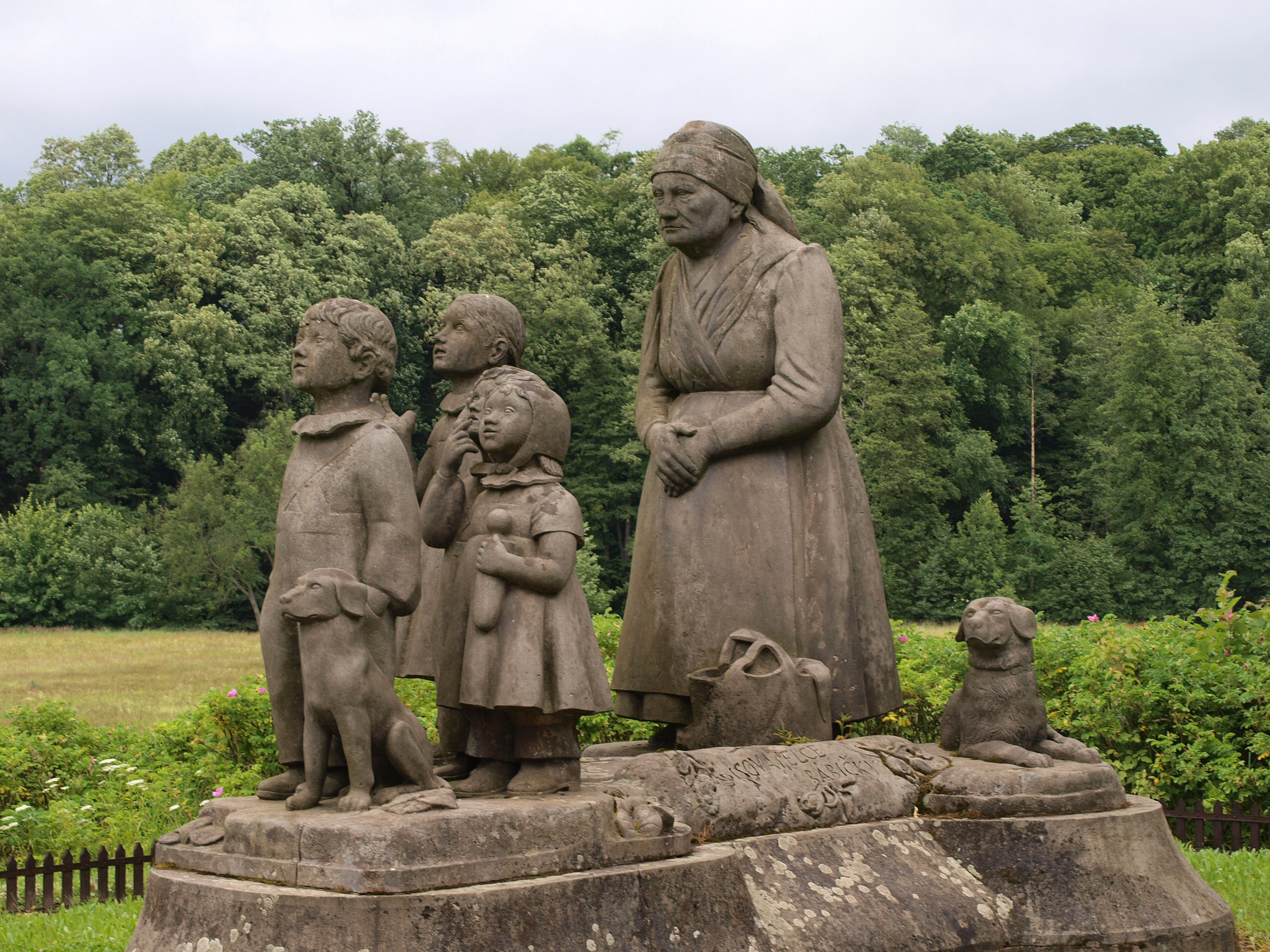
Denkmal für die Babička

## Herkunft des Namens
Als Babiččino údolí wird ein Teil des Tals des Flusses Aupa bezeichnet. Es beginnt bei Úpice und endet bei Česká Skalice. Seinen Namen erhielt es nach dem Roman Babička (Die Großmutter) der tschechischen Schriftstellerin Božena Němcová, die in Ratibořice unter der Obhut ihrer Großmutter ihre Kindheit verbrachte. Da die Hauptfigur des Romans, „Babička“, zu einer national-romantischen Identifikationsfigur wurde, erfolgte die Benennung des Babiččino údolí vor allem zu Ehren und zur Erinnerung an die Schriftstellerin Božena Němcová. Die Bezeichnung Babiččino údolí wurde erstmals 1878 vom tschechischen Schriftsteller Otakar Jedlička benutzt. 1952 wurde der Name Babiččino údolí offiziell vom Schulministerium eingeführt und das Tal zum Landschaftsschutzgebiet erklärt. 1978 folgte die Ernennung zum Nationalen Naturdenkmal.

## Geographische Lage
Das Babiččino údolí erstreckt sich über eine Gesamtfläche von 334,23 Hektar. Es beginnt nach der Ortschaft Upice und folgt dem Lauf der Aupa in südlicher Richtung. Nach der Ortschaft Havlovice verläuft es zunächst in Richtung Osten. Nach einer Flussschleife, an der oberhalb des linken Ufers die Ruine der Wiesenburg liegt, fließt die Aupa wieder in Richtung Süden. Nach weiteren fünf Kilometern liegen ebenfalls am linken Ufer die Ruinenreste der Burg Červená Hora und die gleichnamige Ortschaft Červená Hora. Etwa vier Kilometern weiter liegt wiederum oberhalb des linken Ufers der Aupa die Ruine der Riesenburg und kurz danach die im Roman „Babička“ vorkommenden Lagen Viktorčin splav (50° 26′ N, 16° 3′ O), Staré bělidlo (50° 25′ N, 16° 3′ O) und Ludrův mlýn (50° 25′ N, 16° 3′ O). Kurz danach liegt rechts der Aupa das Schloss Ratibořice, dessen damalige Schlossherrin Wilhelmine von Sagan im Roman als verständnisvolle Herzogin charakterisiert wird. Am Aupawehr unweit des Schloss wird der Úpský přivaděč zum Stausee Rozkoš abgeleitet. Etwa drei Kilometer nach dem Schloss endet das „Babiččino údolí“ vor der Stadt Česká Skalice, wo Božena Němcová zur Schule ging. Dort befindet sich das Božena-Němcová-Museum.